# مزرعة بوراشد
مزرعة بوراشد هي إحدى القرى اللبنانية من قرى قضاء مرجعيون في محافظة النبطية.